# Jos Speybrouck
Jozef Speybrouck dit Jos Speybrouck, né le 10 janvier 1891 à Courtrai (province de Flandre-Occidentale) et mort le 23 août 1956 dans la même ville, est un peintre, illustrateur, auteur de bande dessinée belge. Il est un pionnier de la bande dessinée religieuse en Flandre.

## Biographie
Joseph Albert Speybrouck naît le 10 janvier 1891 à Courtrai,,,.
Il est le fils de Jules Speybrouck, entrepreneur peintre en bâtiment et restaurateur de meubles anciens. Il grandit auprès de ses frères et sœurs dont le futur architecte géomètre Raphaël Speybrouck. Il effectue ses études à l'Académie de Courtrai et à l'Institut Saint-Luc de Gand. Il obtient son diplôme en 1911 comme lauréat, avec un triptyque impressionniste De Verheerlijking van Vlaanderen [« La Gloire des Flandres »].
Surtout après la Première Guerre mondiale, il se spécialise dans les travaux visant à encourager la conscience flamande. Il le fait principalement en concevant des cartes illustrées. Le premier avait pour sujet Gudrun d'Albrecht Rodenbach distribuée pendant l'Exposition universelle de Bruxelles de 1910. Beaucoup d’autres suivirent. En 1931-1936, il édite les almanachs du Noordstar-Boerhaavefonds, la fondation culturelle de la compagnie d'assurance flamande Noordstar et Boerhaave, fondée le 15 février 1935 à Gand, qui furent largement diffusés. À sa manière, dans le style Art nouveau, il rend la conscience flamande accessible et accessible au grand public.
Il conçoit également de nombreux graphismes religieux et symboliques. Ses clients sont principalement la maison d'édition Lannoo, l'Abbaye Saint-André de Bruges et les Éditions Averbode (Tremplin). Il illustre des livres et fourni de petites illustrations pour les livres paroissiaux et les missels.
Il conçoit des costumes et des chars pour le Congrès eucharistique de Courtrai (1939), la Procession de la Paix à Roulers (1945), la Procession des Éperons d'Or à Courtrai (1952) et la procession de Sainte-Godelieve à Gistel (1954).

### Artiste
Peintre, mais surtout dessinateur. Il étudie à l'académie des beaux-arts de Courtrai et se spécialise dans les sujets à caractère religieux. Il publie également un cours de technique graphique.
Des rétrospectives de son œuvre ont lieu à Courtrai (1921, 1957 et 1991), Utrecht (1929), Louvain (1929), Anvers (1930).
Il est également professeur permanent de peinture et de dessin à l'Institut Saint-Luc de Tournai où il a pour élève Paul Franck et à l'Institut Notre-Dame de Flandre à Courtrai.

### Auteur de bande dessinée
De 1923 à 1938, Jos Speybrouck réalise la mission la plus longue et la plus productive de sa carrière. L'abbaye de Loppem lui demande de réaliser des illustrations destinées aux messes dominicales et aux fêtes chrétiennes. Elles sont utilisés lors de cérémonies religieuses, dans les écoles et publiés dans des revues comme Bulletin et La Croisade liturgique à l'école. Il réalise également des cartes et des illustrations didactiques que les élèves peuvent découper et coller. Il illustre le manuel Pour comprendre la messe (1937), une publication qui explique chaque rituel à l'aide de textes et de dessins. Ce projet monumental est sans conteste le grand œuvre de l'artiste. Il réalise près de 800 illustrations en couleurs sur une période de 15 ans. Ils visualisent plusieurs moments clés de l’Ancien et du Nouveau Testament dans des bandes dessinées textuelles (de type spinalien), avec le texte écrit sous chaque image. Les bandes dessinées sont ensuite publiées sous forme d'album par le moine français Gaspard Lefebvre, sous le titre Le Cycle liturgique en images (1924) en français et traduit en néerlandais sous le titre Het Kerkelijk Jaar in Beeld (1931-1932). Les éducateurs catholiques les trouvent si utiles qu'ils les distribuent dans toute la Flandre et les traduisent également au-delà de la Belgique. Malgré le succès, Jos Speybrouck estime que travailler sur le même sujet pendant plus d'une décennie est fatigant, tandis que les censeurs catholiques lui laissent peu de liberté de création.
L'une de ses plus belles créations est Levenslijnen [« Lignes de vie »], 1928), dans laquelle il amène son style à son essence minimaliste. Les illustrations représentent une femme angélique priant Dieu. Elle est stylisée en un personnage à dominance rectiligne, presque rectangulaire. Le décor est constitué d’un immense cercle inscrit dans le rectangle que constitue la case, le tout dans un équilibre géométrique. Cette œuvre est celle qui se rapproche le plus de la réalisation d'une bande dessinée avec des phylactères, étant donné que les textes sont écrits dans les cases.

### Décès
Il meurt le 23 août 1956 à Courtrai, à l'âge de 65 ans,,,,.
Bien que Jozef Speybrouck ne soit pas aussi connu aujourd'hui que certains de ses contemporains, il revêt néanmoins une importance historique en tant que l'un des pionniers de la bande dessinée chrétienne. Lorsque Jozef Peeters publie l' ouvrage sur ce genre de bande dessinée en Flandre intitulé : De Christelijke Strip in Vlaanderen [« La Bande dessinée chrétienne en Flandre »] publié aux éditions Lobergen en 2011, une œuvre de Jos Speybrouck illustre la couverture du livre.

### Vie privée
En 1914, il épouse Julia D'Haene. Ensemble, ils auront treize enfants.

## Œuvre

### Albums de bande dessinée
- Gaspar Lefebvre et Jos Speybrouck (ill.), Le Cycle liturgique en images[10], Lophem-lez-Bruges, Abbaye Saint-André de Bruges, 1924
- Gaspar Lefebvre et Jos Speybrouck (ill.), Pour comprendre la messe[11], Saint-André-lez-Bruges, Croisade liturgique, 1937, 80 p.

#### Livres
- (nl) Bert Verriest et Hendrik Aertgeerts, Het grafisch werk van Jos Speybrouck : 1891-1956 [« L'Œuvre graphique de Jos Speybrouck : 1891-1956 »], Sint-Katelijne-Waver, Erf en Heem, 1991, 140 p., ill. ; 30 cm (OCLC 1399858872).
- (nl) Jozef Peeters, De christelijke strip in Vlaanderen of : een andere kijk op de geschiedenis van het beeldverhaal in Vlaanderen [« La Bande dessinée en Flandre ou un autre regard sur l'histoire de la bande dessinée en Flandre »], Kessel-Lo, Lobergen, 2011, 59 p., ill. (OCLC 1346748468).